# Сечуранска лисица
Сечуранска лисица (Lycalopex sechurae) е хищен бозайник от семейство Кучеви. Нарича се още Перуанска пустинна лисица.

## Физически характеристики
Сечуранската лисица тежи около 4 kg, а дължината на тялото им е 60 cm и височина 25 cm. Тя е една от най-дребните видове южноамерикански лисици. Има малки зъби пригодени за консумация на насекоми. Цвета на козината ѝ е бледозлатиста с черен връх на опашката.

## Разпространение
Ареалът на местообитание на вида се простира на западните граници между две страни Еквадор и Перу. Тук е разположена пустинята Сечуран, която е естественото местообитание на вида.

## Начин на живот и хранене
Сечуранската лисица е нощно животно. В менюто ѝ влизат предимно насекоми и семена.